# روزبه زرین‌کوب
روزبه زرین‌کوب (زادۀ ۲۶ آذر ۱۳۴۶ در تهران) پژوهشگر ایرانی تاریخ ایران باستان و استادیار گروه تاریخ دانشگاه تهران و عضو شورای عالی علمی مرکز دائرةالمعارف بزرگ اسلامی است. او به‌دلیل نگارش رسالهٔ خود تحت عنوان «تحولات مرزهای شرقی ایران از هخامنشیان تا ساسانیان»، برندهٔ نخستین دورهٔ جایزهٔ «سعی مشکور» شد. روزبه زرین‌کوب برادرزادهٔ عبدالحسین زرین‌کوب و فرزند حمید زرین‌کوب است.

## زندگی
روزبه زرین‌کوب در ۲۶ آذر ۱۳۴۶ در تهران زاده شد. پدرش حمید زرین‌کوب و عمویش عبدالحسین زرین‌کوب از اعضای هیئت علمی گروه زبان و ادبیات فارسی دانشگاه تهران بوده‌اند. او تحصیلات دانشگاهی خود را در هر سه مقطع کارشناسی تاریخ (۱۳۷۴)، کارشناسی ارشد تاریخ ایران باستان (۱۳۷۸) و دکتری تاریخ ایران باستان (۱۳۸۵) در دانشگاه تهران سپری نموده است و هم اکنون به عنوان استادیار گروه تاریخ دانشگاه تهران و عضو شورای عالی علمی مرکز دائرةالمعارف بزرگ اسلامی مشغول فعالیت است.

### تألیف
- تاریخ ایران باستان: تاریخ سیاسی ساسانیان، عبدالحسین زرین‌کوب، روزبه زرین‌کوب، ناشر: سازمان مطالعه و تدوین کتب علوم انسانی دانشگاه‌ها (سمت).
- ایران: تاریخ، فرهنگ، هنر، گروه مؤلفان، ناشر: وزارت فرهنگ و ارشاد اسلامی، ۱۳۹۰.
- کتابشناسی مانی و کیش مانوی، با همکاری سید توفیق حسینی، تهران: انتشارات جهاد دانشگاهی، ۱۳۹۸.

### ویرایش علمی ترجمه
- سقوط ساسانیان، فاتحان خارجی، مقاومت داخلی و تصویر پایان جهان، تألیف تورج دریایی، ترجمهٔ  منصوره اتحادیه و فرحناز امیرخانی، ویرایش روزبه زرین‌کوب، ناشر: تاریخ ایران، ۱۳۸۳.
- دنیای گمشده عیلام، تألیف والتر هینتس، ترجمۀ فیروز فیروزنیا، ویرایش روزبه زرین‌کوب، ناشر: شرکت انتشارات علمی و فرهنگی.

### تصحیح
- دو رساله دربارهٔ انقلاب مشروطیت ایران از ابوالقاسم‌خان ناصرالملک و محمد آقا ایروانی، عبدالحسین زرین‌کوب، روزبه زرین‌کوب، تهران: سازمان اسناد و کتابخانهٔ ملی ایران، پژوهشکدهٔ اسناد، ۱۳۸۰.